# Terremoto di Haiti del 1770
Il terremoto di Haiti del 1770 fu un terremoto di magnitudo stimata 7.5 mw avvenuto alle 19:15 del 3 giugno 1770 e che colpì soprattutto Port-au-Prince nell'isola di Santo Domingo, in seguito ribattezzata Haiti.
Il terremoto fu così forte da distruggere Port-au-Prince e tutti gli edifici tra il lago Miragoâne e Petit-Goâve, ad ovest della città. Un villaggio, Croix-des-Bouquets, sprofondò nel mare. Il terreno lungo la faglia tettonica che da Port-au-Prince prosegue fino all'attuale Repubblica Dominicana mostrò il fenomeno detto  liquefazione delle sabbie. Le forti scosse furono percepite a Cap-Haïtien, a circa 125 km dall'epicentro, ed alcuni camini in Giamaica crollarono. Il terreno sotto Port-au-Prince si liquefece portandosi dietro gli edifici, anche quelli scampati al terremoto del 1751. Le scosse diedero origine ad uno tsunami che giunse fino al golfo di Gonâve e le cui onde forse si spinsero per sette chilometri all'interno dell'isola.
È valutato a circa duecento le vittime a Port-au-Prince per gli edifici crollati, compresi i 79 morti per il crollo dell'ospedale. Le vittime sarebbero state di più, ma le scosse furono anticipate da un rumore sordo e spaventoso che permise agli abitanti della città di uscire dalle loro abitazioni e fuggire prima della scossa principale, composta da due singole scosse che durarono all'incirca quattro minuti. Le conseguenze furono comunque terribili, perché migliaia di schiavi fuggirono, l'isola sprofondò nel caos, l'economia locale crollò portando la carestia, per la quale subito morirono circa quindicimila schiavi. Successivamente un numero almeno pari di vittime fu dovuto a quella che è ritenuta essere stata un'epidemia di antrace gastrointestinale, causato dal cibo guasto venduto ai superstiti da commercianti spagnoli.